# گروه آستین روور
گروه آستین روور (انگلیسی: Austin Rover Group) شرکت خودروسازی بریتانیایی بود، که در سال ۱۹۸۲ تأسیس شد و در سال ۱۹۸۹ در پی ادغام با گروه روور، منحل گردید.